# Sarbka (Czarnków)
Sarbka ist ein Dorf in der Landgemeinde Czarnków im Powiat Czarnkowsko-Trzcianecki. Es liegt auf einer Höhe von etwa 102 Metern über dem Meeresspiegel in der Woiwodschaft Großpolen in Polen. Die nächsten Nachbarorte sind das etwa einen Kilometer nordöstlich gelegene Dorf Sarbia und der etwa 6 Kilometer südwestlich gelegene Verwaltungssitz der Gemeinde in Czarnków. Sarbka befindet sich auf der Verbindungsstraße zwischen der Stadt Czarnków und der Kleinstadt Chodzież. Haupteinnahmequellen des Dorfes sind die Forst- und Landwirtschaft.